# Jan Hansson (litteraturvetare)
Jan Hansson, född den 14 maj 1955, är en svensk litteraturvetare med inriktning på barnlitteratur.
Hansson har arbetat med barnlitteratur sedan 1982, och har bland annat varit kritiker i Svenska Dagbladet, ledamot av Kulturrådets arbetsgrupp för fördelning av efterhandsstöd för barn- och ungdomslitteratur, samt med i jury för urval till Barnens Bokklubb samt statsunderstödda En bok för alla. År 2005 blev han chef för Svenska barnboksinstitutet, en befattning han innehade fram till 2014.